# Pseudomicrodota
Pseudomicrodota är ett släkte av skalbaggar som beskrevs av Machulka 1935. Pseudomicrodota ingår i familjen kortvingar.
Släktet innehåller bara arten Pseudomicrodota paganettii.